# Первинний афект
Перви́нний афе́кт (також — первинний комплекс; рос. первичный аффект, англ. primary complex; inoculation eschar) — клінічний симптом, який означає наявність обмеженого запального процесу у місці первинного проникнення збудника інфекційної хвороби. Якщо такий запальний процес відбувається на шкірі, то традиційно його означають первинним афектом, тоді як до запального первинного процесу в інших органах чи тканинах часто застосовують термін «первинний комплекс», як це відбувається зокрема при туберкульозі (первинний комплекс або вогнище Гона).
Первинний афект притаманний не всім інфекційним хворобам.

## Первинний афект при респіраторному зараженні
При туберкульозі первинний афект (який називають первинним комплексом) формується в легенях, рідше — в кишечнику. Первинний туберкульозний комплекс (також відомий як «вогнище Гона»), в легенях звичайно виявляють на рентгенограмі. Він розташований зазвичай у верхній частині нижньої долі правої легені або у нижній частині верхньої долі її. Виглядає як гомогенне невелике затемнення, що має ледь помітний зв'язок з коренем легені. Як правило, при цьому туберкульозний процес поширюється на найближчі лімфатичні вузли. Надалі може рубцюватися, але при неповному рубцюванні всередині містяться туберкульозні палички, які при зниженні імунітету в подальшому житті пацієнта здатні спричинювати активний туберкульоз.

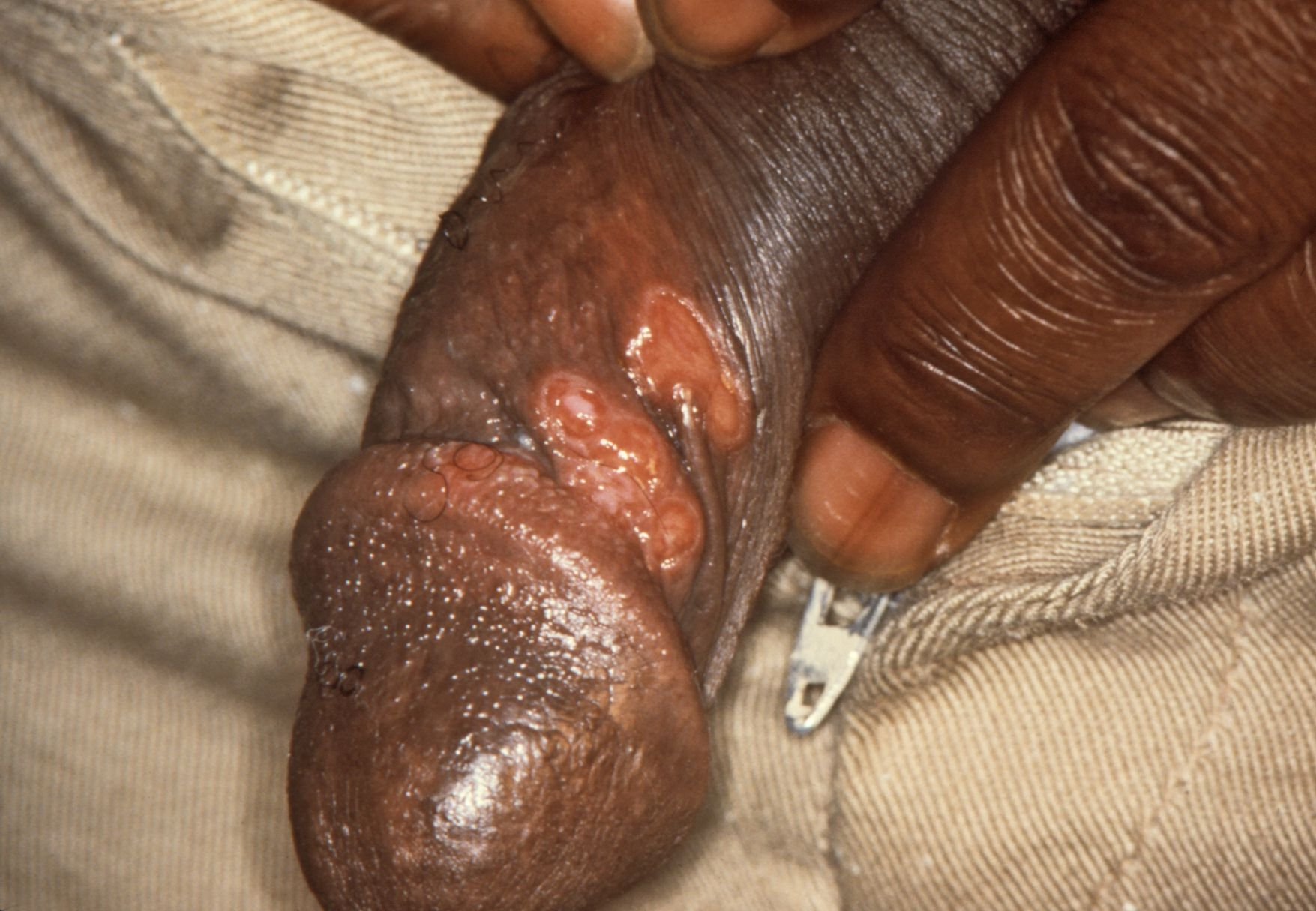
Типовий первинний афект при сифілісі — твердий шанкр.

## Первинний афект при хворобах, які передаються переважно контактним механізмом
При сифілісі — на статевих органах, рідше — на інших ділянках. Первинний афект при цій хворобі та інших, що передаються за допомогою варіанта контактного механізму передачі інфекції — статевим шляхом, означають як «шанкр», який являє собою кінцевий результат місцевого запалення — пляма, папула, пустула, врешті решт, виразка. Його при сифілісі називають твердим шанкром через відчуття щільності при промацуванні, м'яким — при інший венеричній хворобі — м'якому шанкрі, коли щільність не визначають при промацуванні виразки. Первинний афект також розвивається при деяких інших захворюваннях з контактною, але нестатевою, передачею — при фрамбезії, пінті.

## Первинний афект при трансмісивних інфекціях

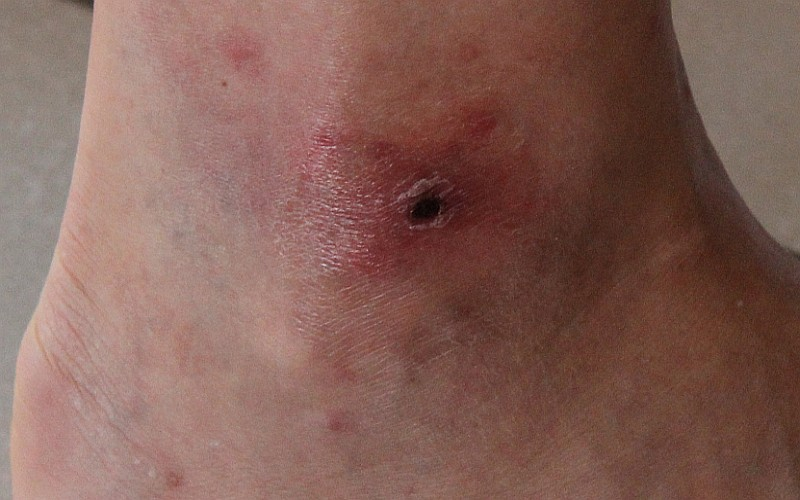
Первинний афект на нозі у хворого на ендемічний поворотний тиф.

При трансмісивному механізмі передачі інфекції зараження відбувається через укус переносника — різних видів комах. У місці цього укусу при деяких хворобах з цієї групи відбувається місцеве запалення як результат первинного контакту зі збудником. Як правило на початку первинний афект являє собою досить видну пляму, що може зростати до діаметра в декілька сантиметрів. Потім розвивається інфільтрат. Поширення цього запалення далі дуже часто проявляється розвитком регіонарного лімфаденіту.
Трасмісивні хвороби, для яких притаманний первинний афект:
- Ендемічний (кліщовий) поворотний тиф;
- Марсельська або середземноморська гарячка;
- Кліщовий рикетсіоз або кліщовий висипний тиф Північної Азії;
- Віспоподібний або везикульозний рикетсіоз;
- Австралійський кліщовий рикетсіоз;
- Цуцугамуші, або гарячка цуцугамуші, або японська річкова гарячка;
- Американський трипаносомоз (шагома).

## Первинний афект при інших хворобах

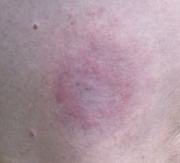
Еритема (своєрідний первинний афект) на місці первинного потрапляння борелій через укус кліща при хворобі Лайма

При інфекційних хворобах іноді теж можна з певною мірою умовності говорити про наявність своєрідного первинного афекту. Так при целлюлярно-шкірній формі чумі внаслідок контактної передачі у пацієнта утворюється також первинний афект, який часто називають чумною виразкою. Подібні афекти можливі при деяких клінічних формах сибірки, туляремії. Виникнення еритеми у місці укусу кліща при хворобі Лайма теж слід вважати своєрідним первинним афектом. Після укусу тваринами розвиваються певні зміни на місці потрапляння збудників при хворобі котячих подряпин, содоку, стрептобацильозі, що теж є первинним афектом. Своєрідним первинним афектом є набухання рубця з почервонінням його на місці колишнього укусу твариною, що відзначають на ранній стадії клінічного перебігу сказу.